# Super Mario Bros. 2
Super Mario Bros. 2 (conocido en Japón como Super Mario USA (スーパーマリオUSA?)) es un videojuego de plataformas desarrollado y publicado por Nintendo para la consola Nintendo Entertainment System.
A diferencia de otros videojuegos de la serie Mario, Super Mario Bros. 2 está basado en otro videojuego de la empresa lanzado en Japón, Yume Kōjō: Doki Doki Panic.
SMB2 muestra a cuatro personajes (Mario, Luigi, Toad y Peach) a elegir para jugar, cada cual con sus propias habilidades. Este título posee un modo de juego totalmente diferente a su predecesora y a la secuela original de Super Mario Bros., conocida como Super Mario Bros.: The Lost Levels, pero lanzada en Japón como Super Mario Bros. 2.
SMB2 fue rediseñado e incluido en el videojuego para la consola Super Nintendo Entertainment System (SNES) Super Mario All-Stars, lanzado en 1993. Fue relanzado para la Consola Virtual de Wii en 2007, Nintendo 3DS en 2012 y Wii U en 2013, también apareció en la consola de NES Classic Edition en 2016 y también en la colección de juegos de NES para el Nintendo Switch Online en 2019, forma parte de los juegos desbloqueables de Super Smash Bros. Brawl. Muchos elementos de Super Mario Bros. 2 se han convertido en parte del canon de la serie y repertorio de elementos recurrentes para diversos títulos, como las habilidades de salto de Luigi, Toad y Peach que se emplearon de nuevo en Super Mario 3D World, o enemigos como los Shy Guys, Bob-oms, Pockeys o Birdo que han aparecido en muchos más juegos de Mario.

## Argumento
Según el manual del juego, antes de empezar su aventura, Mario tuvo un sueño en el que subía una larga escalera hasta llegar a una puerta, detrás de la que había un nuevo mundo. Alguien le pidió ayuda, pero en ese momento, Mario se despertó. Se lo contó a sus amigos (Luigi, Toad y Peach) durante un pícnic y, al entrar en una cueva cercana para explorarla, todos vieron lo mismo que Mario en su sueño, solo que esta vez entraron por la puerta.
En este videojuego no se trata de rescatar a la princesa, sino de salvar a un pueblo de subcons (se supone que son hadas pacíficas) que ha sido encerrado por Wart (el jefe final). Por ello se puede utilizar también a la princesa para jugar, además de Mario, Luigi y Toad. Cuando se llega al final y se vence a Wart, el personaje abre una vasija de la que sale el pueblo que estaba secuestrado y tras lo que el resto del pueblo se lleva a Wart malherido. Tras esto se descubre que, en realidad, todo es un sueño de Mario, que se encuentra durmiendo en su cama.
Hay 7 niveles o mundos. Cada mundo es diferente: los mundos 1 y 3 son de hierba, el 2 y el 6 son desiertos, el 4 es de hielo o nieve, el 5 es de hierba pero de noche, y el 7 ocurre en el cielo. Cada uno de ellos tiene 3 submundos, salvo el mundo 7 que solo se compone de 2. Al finalizar el juego se nos dice en cuántas fases ha participado cada personaje y cuál ha sido el que más ha contribuido a la salvación del pueblo.

## Modo de juego

Estrella, ítem especial en varios títulos de la serie Mario, incluyendo SMB2.

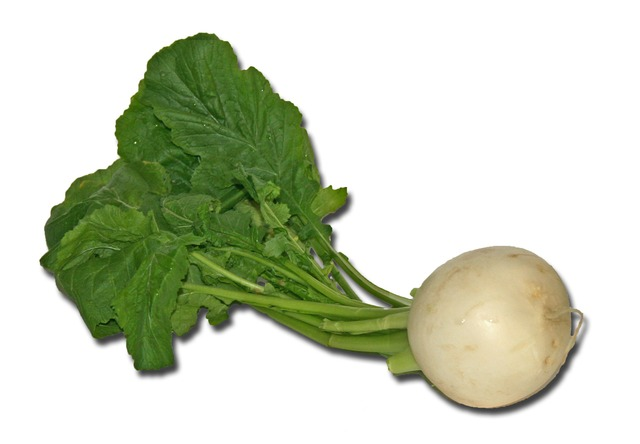
En el juego los personajes se defienden arrojando hortalizas y verduras.

Super Mario Bros. 2 es un videojuego de plataformas de desplazamiento lateral. Al comienzo de cada etapa, el jugador tiene una opción de entre cuatro personajes a elegir: Mario, Luigi, Toad, y la Princesa Peach (llamada simplemente "Princesa" en el juego). Cada personaje tiene diferentes habilidades, así Mario es un personaje promedio, pero Luigi puede saltar más alto que los demás. Toad puede correr y arrancar las hortalizas más rápido, y la Princesa puede saltar más lejos, debido a su capacidad de suspenderse en el aire por corto tiempo. Todos los personajes tienen la habilidad de aumentar la altura de su salto al arrodillarse brevemente antes de saltar.
A diferencia de la mayoría de los juegos de la serie Mario, no hay enemigos en este juego que puedan ser derrotados al saltar sobre ellos. En cambio, el personaje debe lanzar algo contra el enemigo. Los personajes son capaces de arrancar las hortalizas de la tierra y aventarlas a los oponentes para derrotarlos. Otros enemigos a menudo pueden ser recogidos y arrojados también, y en varios niveles, hay bloques marcados con la palabra "POW", que cuando son recogidos y arrojados mata a todos los enemigos que se encuentren en la pantalla si en ese momento están en contacto con el suelo y no saltando, por ejemplo.
El juego presenta un contador de vida, característica nueva en la serie. El jugador comienza cada fase con dos puntos de salud, representado por diamantes rojos, y puede aumentarlos al recoger setas (Mushroom). Los puntos de salud pueden ser recuperados al coger corazones flotantes, que aparecen luego de haber derrotado a un cierto número de enemigos. La estrella, que vuelve invencible al personaje en un tiempo limitado, aparece cuando se consigue reunir cinco cerezas.
Cada etapa contiene uno o más frascos de poción ocultos. Cuando son arrancados y arrojados, una poción crea una puerta hacia un mundo alternativo en el que se recogen monedas en lugar de hortalizas. Los hongos utilizados para aumentar el contador de salud también se pueden encontrar aquí. El jugador automáticamente deja dicho mundo después de un corto tiempo. Las monedas recogidas se utilizan en un tragamonedas que se juega entre etapas. Este minijuego es el principal medio de obtención de vidas adicionales en esta entrega. Además de las setas y las monedas en el tragamonedas, varios de estos mundos alternativos son usados como "warp-zones", tuberías que, a modo de atajo, te envían a otra etapa para así finalizar más rápido el juego.
En este juego no existen las tuberías verdes, ni Goombas ni Koopas. En cambio, se pueden encontrar enemigos nuevos, que más tarde serían incluidos en futuros juegos del fontanero, como los Shy Guys, Birdo, etc.
Para avanzar en el juego, el personaje debe superar obstáculos muy diferentes a los vistos en el título anterior, como las arenas movedizas o destruir paredes con bombas. En los castillos, a diferencia de los vistos en otros juegos, hay puertas selladas que solo pueden ser abiertas encontrando llaves custodiadas por máscaras que reaccionan violentamente ante quien intenta agarrarlas.[cita requerida] Los jefes, son diferentes en cada mundo (salvo en dos de estos), en lugar de que fuera el mismo en todos, como en Super Mario Bros.; eran los guardianes al servicio de Wart: Mouser, Triclyde, Fryguy y Clawglip. En este juego no aparece el Rey Koopa.

## Desarrollo
A varios de los empleados de Nintendo of America no les gustaba el videojuego japonés Super Mario Bros. 2, que resultó ser una frustrante versión más difícil que una modificación de Super Mario Bros.. Nintendo of America por tanto, rechazó la idea de dicho juego en Estados Unidos y decidió adaptar un juego completamente diferente. Por lo que decidieron rehacer un título japonés llamado "Fábrica de Sueños" (夢工場 ドキドキパニック Yume Kōjō: Doki Doki Panikku?). La historia original trata sobre una familia árabe que se ve obligada a entrar en un libro de cuentos mágico para salvar a los dos integrantes más pequeños de la familia, los cuales fueron atrapados. Así, esta familia debe recorrer diferentes mundos y enfrentarse a los enemigos para salvar a sus dos pequeños familiares.
Cada uno de los miembros de la familia árabe de Doki Doki Panic fue sustituido por uno de los personajes de la saga de Mario. Para el hijo conocido como Imajin, usaron a Mario; para la madre (Mama), se usó el personaje de Luigi; para el padre (Papa), a Toad; y finalmente, para la hija conocida como Lina, se reemplazó por la Princesa Toadstool. La gente suele confundir este orden y clasifica erróneamente al padre como Mario (debido a que su aspecto es similar) y por consiguiente, a Imajin como Toad.
Un año antes de que se lanzara Super Mario All-Stars, Nintendo lanzó en Japón Super Mario Bros. 2 bajo el título de Super Mario USA. Este juego tiene 7 mundos con 3 fases (el séptimo nada más tiene dos)

## Personajes
- Mario: Es el personaje promedio, no tiene desventajas pero no tiene ningún poder especial.
- Luigi: Es el que salta más alto y cae lentamente al suelo, pero es algo torpe con las hortalizas y es menos maniobrable al saltar y aterrizar.
- Toad: Es el más veloz y agarra más rápidamente las hortalizas u otros objetos y los enemigos, pero salta mal.
- Princesa Peach: Cuando salta y mantienes presionado el botón A se mantiene suspendida en el aire durante un corto periodo de tiempo, pero es la más débil del grupo.

Enemigos
- Shy Guy
- Snifit
- Ninji
- Beezo
- Porcupo
- Tweeter
- Bob-omb
- Hoopster
- Trouter
- Pidgit
- Panser
- Flurry
- Albatoss
- Phanto
- Spark
- Pokey
- Cobrat
- Ostro
- Autobomb
- Ballena

Subjefes
- Birdo Rosa
- Birdo Verde
- Birdo Amarillo
- Birdo Rojo
- Birdo Gris

Jefes
- Mouser
- Fry Guy
- Clawgrip
- Robirdo (Solo en Super Mario Advance)
- Triclyde
- Wart (Jefe final)

Especiales
- Hawkmouth: es un portal dimensional que conduce al siguiente nivel, tiene el aspecto de un halcón (de ahí su nombre). En cierto nivel cobra vida de igual forma que Phanto.

## Lanzamiento y recepción
Lanzado el 10 de octubre de 1988 en Estados Unidos, Super Mario Bros. 2 fue un gran éxito, y es actualmente el tercer juego más vendido lanzado en el Nintendo Entertainment System, con cerca de 7 millones y medio de copias vendidas, solo superada por Super Mario Bros. 3 y Super Mario Bros. Nintendo Power enumeró a Super Mario Bros. 2 como el octavo mejor videojuego de la NES.
Cuando fue relanzado en 2001 como Super Mario Advance recibió críticas generalmente positivas, obteniendo una puntuación total de 84% en Metacritic. Un revisor concluyó que "todas la nostalgia y la influencia histórica, Super Mario Bros. 2 es todavía un juego que vale la pena jugar." Otros críticos no estuvieron de acuerdo por el hecho de que el juego fue una copia de Doki Doki Panic, si bien reconocen que disfrutaron con el juego en sí.

### Relanzamiento
Super Mario Bros. 2 ha sido relanzado para la Consola Virtual de Wii en julio de 2007 estuvo disponible en la Consola Virtual de Wii y fue lanzado para la consola virtual de Wii U y 3DS en 2013. También está como misiones del juego de NES Remix 2 y NES Remix Pack y como uno de los juegos preinstalados en la NES Classic Edition. Se incluyó en el servicio de Nintendo Switch Online el 13 de febrero de 2019 junto con Kirby's Adventure.
La versión de Game Boy Advance también ha recibido relanzamientos en la Consola Virtual de Wii U en 2014 y en Nintendo Switch Online el 25 de mayo de 2023.

## Legado
Muchos elementos en Super Mario Bros. 2 han perdurado en secuelas posteriores y en series relacionadas, como la capacidad de levantar y arrojar enemigos u objetos, los niveles de desplazamiento vertical y personajes como: Birdo, Pokeys, Bob-ombs y Shy Guys. Este es el primer juego en el que Princess Toadstool y Toad aparecen como personajes jugables.
En la serie Super Smash Bros, Peach tiene la capacidad de arrancar, tirar verduras y flotar. En Super Smash Bros. Melee hay un escenario llamado Mushroom Kingdom II, que se basa en Super Mario Bros. 2 de la versión Super Mario All-Stars. También se estableció la habilidad de pataleo de Luigi al saltar, permitiéndole descender lentamente. Esta capacidad se aprecia en la serie Super Smash Bros y en Super Mario 64 DS. El personaje de Yoshi también la posee. El juego de Wii U, Super Mario 3D World presenta los mismos personajes jugables con las mismas habilidades físicas básicas de Super Mario Bros. 2.
La serie de televisión de dibujos animados de 1989 The Super Mario Bros. Super Show! incorpora personajes, escenarios y música de Super Mario Bros. 2.

## Versiones alternativas

### Super Mario All-Stars
Super Mario Bros. 2 recibió una mejora audiovisual cuando fue relanzado en la compilación de 1993 Super Mario All-Stars para la consola Super Nintendo Entertainment System (SNES), la cual incluía otro títulos de la consola predecesora. Su modo de juego se mantiene igual a la original. Ventajas al momento de perder todas las vidas, salvar el juego y hasta cambiar el personaje cuando se pierde una vida fueron uno de los cambios para esta compilación.
Finalmente, cambios menores se hicieron en el estilo y estética del juego, incluyendo el cambio del cabello de la Princesa, de castaño a rubio, alteraciones en el tamaño de algunos elementos, en la banda sonora, e inserción de efectos debido a la mayor capacidad del SNES.

### BS Super Mario USA Power Challenge
En 1996, Nintendo (en colaboración con la estación de radio satelital St.GIGA) lanzó una versión alternativa del juego, con gráficos similares a la versión de Super Mario All-Stars. Este nuevo juego fue titulado BS Super Mario USA Power Challenge (ＢＳスーパーマリオＵＳＡ パワーチャレンジ?), y como todos los títulos de Satellaview fue publicado por episodios en un número de volúmenes semanales. En este juego solo puede usarse a Mario.
BS Super Mario USA Power Challenge no fue lanzado fuera de Japón y existe en la actualidad únicamente en formato ROM, siendo objeto de venta en línea por los entusiastas de la emulación Satellaview.

### Super Mario Advance
En 2001, Super Mario Bros. 2 fue nuevamente rehecha como parte del juego Super Mario Advance (que también incluye una nueva versión de Mario Bros). Super Mario Advance fue desarrollado por Nintendo R&D2 e incluye un modo multijugador y al jefe Robirdo.

#### Novedades
Las principales novedades del remake fueron:
- Incorporación de voces a los personajes principales y a algunos enemigos.
- Se cambiaron los sprites Super Mario Advance.
- Inclusión de algunos enemigos y objetos de tamaño gigante.
- Inclusión de un nuevo jefe final en el nivel 3-3, Robirdo.
- La segunda batalla contra Mouser es movida al mundo 6, con la inclusión del nuevo jefe anterior.
- Incorporación de un sistema de puntuación.
- Se añaden 5 monedas rojas en cada nivel, que suma cada una un 1% a un marcador general del juego hasta alcanzar el 100% si recoge la totalidad de ellas.
- Incorporación del desafío de Yoshi, consistente en recoger 2 huevos ocultos en las zonas oscuras de cada nivel, en el orden que se prefiera.
- Al final donde aparecen los nombres de los personajes y los enemigos se corrige el error de nombres entre Birdo y Ostro, el avestruz que montaban los Shy Guys.
- La inclusión del arcade original Mario Bros. de la NES jugable en modo multijugador por hasta 4 personas que se conecten por cable link con sus respectivas GBAs (la igual que en el resto de la serie Super Mario Advance).

## Yume Kōjō: Doki Doki Panic
Yume Kōjō: Doki Doki Panic (夢工場 ドキドキパニック Yume Kōjō: Doki Doki Panikku?) es el predecesor de Super Mario Bros. 2 y que sirvió como base para el mismo, publicado por la Fuji Television y desarrollado por Nintendo, fue lanzado para el Famicom Disk System el 10 de julio de 1987 en Japón. Los protagonistas eran una familia árabe, mientras que en SMB2 los personajes cambiaron a los de Mario. La familia árabe compuesta por Papa (quien sería Toad), Mama (quien sería Luigi), y sus hijos, Imajin (quien sería Mario) y Lina (quien sería Peach).

### Cambios
Se tuvieron que modificar algunos objetos respecto a Super Mario Bros. 2 para que encajara con la primera parte de la saga Super Mario, pero otros objetos eran de la versión original del videojuego, como los "Bloques POW" y la "Estrella de Invencibilidad". Como la versión americana del juego tenía que ser Super Mario Bros 2., tuvieron que hacer algunos cambios:
- En SMB2 la pantalla del título es diferente a la de DDP.
- La forma de contar la historia es distinta. SMB2 lo hace con textos, y DDP con imágenes.
- La pantalla de "Please select player" son diferentes en ambos juegos. En DDP se muestran las caras de cada uno y una representación gráfica de los mundos, que aquí llaman "capítulos", porque los que raptaron no eran los subcons, sino un par de niños llamados Piki y Poki, que son arrastrados por Wart hacia un libro de cuentos.
- El jefe final es Wart en ambas versiones, sólo que en Japón y en DDP en general, se le conoce como Mamu.
- En SMB2, las hierbas son rojas y se mueven con el aire. En DDP las hierbas son negras y se quedan quietas.
- En SMB2, se puede ver como el texto de los "Bloques POW" se mueven hacia arriba.
- Se añadieron más cuadros de animación del enemigo Albatoss en SMB2, ya que en DDP, sólo tenía dos cuadros de animación de vuelo.
- En DDP se nota la falta de animaciones que añadieron en SMB2, como las hierbas, los "Bloques POW", las cerezas, las lianas, el agua, las plataformas de nubes, etcétera.
- La familia no cambia de tamaño cuando le queda una sola barra de energía, pero Mario y sus amigos sí.
- En DDP el objeto que te lleva al subespacio es una lámpara mágica y en SMB2 una poción.
- En DDP, al ingresar al subespacio suena una música árabe y para hacer crecer la salud aparecen corazones, mientras que en SMB2 al entrar al submundo suena el tema original del primer Super Mario Bros., y los corazones son cambiados por hongos.
- En DDP las cataratas van más rápidas que en SMB2.
- Las vidas en SMB2 son champiñones y en DDP la cara del personaje que estés controlando.
- Cuando agarramos una estrella, la música en ambas versiones es distinta.
- Los efectos de sonido de los enemigos al golpearlos con vegetales en DDP son distintos en SMB2.
- A diferencia de SMB2, en DDP es imposible correr, lo cual provocó que Mama y Lina sean las únicas capaces de llegar al atajo que nos lleva a Birdo en el nivel 1-1, una por caer lento y la otra por flotar un instante.
- El final de SMB2 muestra a una lista de personajes mientras Mario duerme (revelando que toda su aventura fue un sueño), mientras que el de DDP, el final muestra a la familia salir del libro y cerca de él con una imagen animada, se muestran los nombres del equipo que creó el juego. En ambas versiones la música es diferente.
- A diferencia de SMB2 (solo la versión original), en DDP puedes repetir los niveles.
- En SMB2 se podía recoger un caparazón de Koopa Troopa y en DDP era una cara negra.
- En DDP, al final del quinto mundo te enfrentas por tercera vez a Mouser, que es de color blanco y necesitas dañarle siete veces para acabar con él, mientras que en SMB2, te enfrentas a Clawgrip.
- Wart aguanta hasta seis vegetales en su boca en SMB2, mientras que eran cuatro los necesarios para acabar con él en DDP.
- Los bloques con forma de hongo eran máscaras con diseños variados.
- Phanto tenía una cara menos intimidante en DDP, a pesar de que estaba enojado en el arte oficial del juego. Sin embargo, en SMB2, ahora está enojado.
- Cambio de personajes: Imajin por Mario, Mama por Luigi, Papa por Toad y Lina por Peach.

| Predecesor: Super Mario Bros. | Videojuegos de Super Mario 1988 | Sucesor: Super Mario Bros. 3 |